# Aruba na Letnich Igrzyskach Olimpijskich Młodzieży 2010
Arubę na Letnich Igrzyskach Olimpijskich Młodzieży 2010 reprezentuje 4 sportowców w 3 dyscyplinach.

## Skład kadry

### Judo

#### Chłopcy
| Atleta         | Kategoria     | Wynik |
| -------------- | ------------- | ----- |
| Brandon Arends | Poniżej 66 kg |       |

### Pływanie

#### Dziewczęta
| Atleta        | Konkurencja           | Wynik |
| ------------- | --------------------- | ----- |
| Saskia Postma | 200 m stylem dowolnym |       |
| Saskia Postma | 400 m stylem dowolnym |       |

#### Chłopcy
| Atleta          | Konkurencja            | Wynik |
| --------------- | ---------------------- | ----- |
| Jonathan Ponson | 100 m stylem dowolnym  |       |
| Jonathan Ponson | 50 m stylem motylkowym |       |

### Żeglarstwo

#### Dziewczęta
| Atleta                | Kategoria | Wynik |
| --------------------- | --------- | ----- |
| Nicole van der Velden | Byte CII  |       |